# 奥拉夫·英厄布雷森
奥拉夫·英厄布雷森（挪威語：Olaf Ingebretsen，1892年5月24日—1971年7月20日），挪威男子竞技体操运动员。他曾代表挪威获得1912年夏季奥运会体操比赛男子团体瑞典式铜牌。他于1971年在貝魯姆去世。